# Bellevue (Ohio)
Bellevue is een plaats (city) in de Amerikaanse staat Ohio, en valt bestuurlijk gezien onder Erie County en Huron County en Sandusky County.

## Demografie
Bij de volkstelling in 2000 werd het aantal inwoners vastgesteld op 8193.
In 2006 is het aantal inwoners door het United States Census Bureau geschat op 7995, een daling van 198 (-2,4%).

## Geografie
Volgens het United States Census Bureau beslaat de plaats een oppervlakte van
13,3 km², waarvan 13,1 km² land en 0,2 km² water. Bellevue ligt op ongeveer 226 m boven zeeniveau.

## Plaatsen in de nabije omgeving
De onderstaande figuur toont nabijgelegen plaatsen in een straal van 20 km rond Bellevue.